# Keizer van Hispania
De titel Keizer van Hispania, of Keizer van Spanje was een vooral ceremoniële titel die werd gebruikt door verschillende Spaanse vorsten in de middeleeuwen. De titel komt van het Latijn Imperator totius Hispaniae (letterlijk: Keizer van heel Hispania) en werd vooral gebruikt in de 11de en 12de eeuw door de koningen van Castilië en Léon, maar soms ook door de koningen van Navarra. De titel toonde de gelijke status van de koning tegenover de Byzantijnse en de Heilige Roomse keizers and zijn heerschappij over het gehele Iberische schiereiland. In werkelijkheid had geen enkele van deze keizers feitelijke controle over Iberia. De status van keizer van Hispania werd zelden of niet erkent door staten buiten het Iberisch schiereiland en de titel werd uiteindelijk vergeten tegen de 13de eeuw.
De vrouwelijke titel, Keizerin van Hispania of Keizerin van Spanje (Latijn: totius hispaniae imperatrix) werd veel minder gebruikt door de vrouwen van de keizers. De enige regerende keizerin was Urraca, koningin van Castilië en Léon.